# 美國憲法第十八修正案
《美利堅合眾国宪法》第十八修正案 (英語：Eighteenth Amendment to the United States Constitution）簡稱「第十八修正案」（Amendment XVIII），是美国宪法历史上宣告酒類釀造、運輸和銷售是違法的一个修正案，實質上頒布了酒類飲料的禁制令。另外制定的沃爾斯泰德法則頒布了執行第十八修正案的細節，並定義何種「致醉」酒類飲料是被禁止的，以及何種是被排除於禁酒令外的，如藥用或宗教儀式用酒類。這修正案是第一個設定生效緩衝期限、並是第一個設定同意期限的修正案。第十八修正案在1919年1月16日達到足夠數量的州認可，並於1920年1月17日生效。
在修正案生效後，警察、法院、和監獄被禁酒令相關的新案件淹沒；組織犯罪以倍數成長，收賄貪污在執法人員間快速的擴散。最後，第十八修正案於1933年第二十一修正案生效後被廢除，是美国宪法至今唯一被廢除的修正案。

## 内容文本
Section 1. After one year from the ratification of this article the manufacture, sale, or transportation of intoxicating liquors within, the importation thereof into, or the exportation thereof from the United States and all territory subject to the jurisdiction thereof for beverage purposes is hereby prohibited.

Section 2. The Congress and the several States shall have concurrent power to enforce this article by appropriate legislation.

Section 3. This article shall be inoperative unless it shall have been ratified as an amendment to the Constitution by the legislatures of the several States, as provided in the Constitution, within seven years from the date of the submission hereof to the States by the Congress.

译文：
- 第一款　本条批准一年后，禁止於合众国及其管辖下的一切领土内酿造、出售或运送作为饮料之致醉酒类；禁止此类酒类输入至或输出自合众国及其管辖下的一切领土。
- 第二款　国会和各州都有权以适当立法实施本条。
- 第三款　本条除非在国会将其提交各州之日起七年以内，由各州议会按本宪法规定批准为宪法修正案，否则不得发生效力。[1]

## 影响及评价

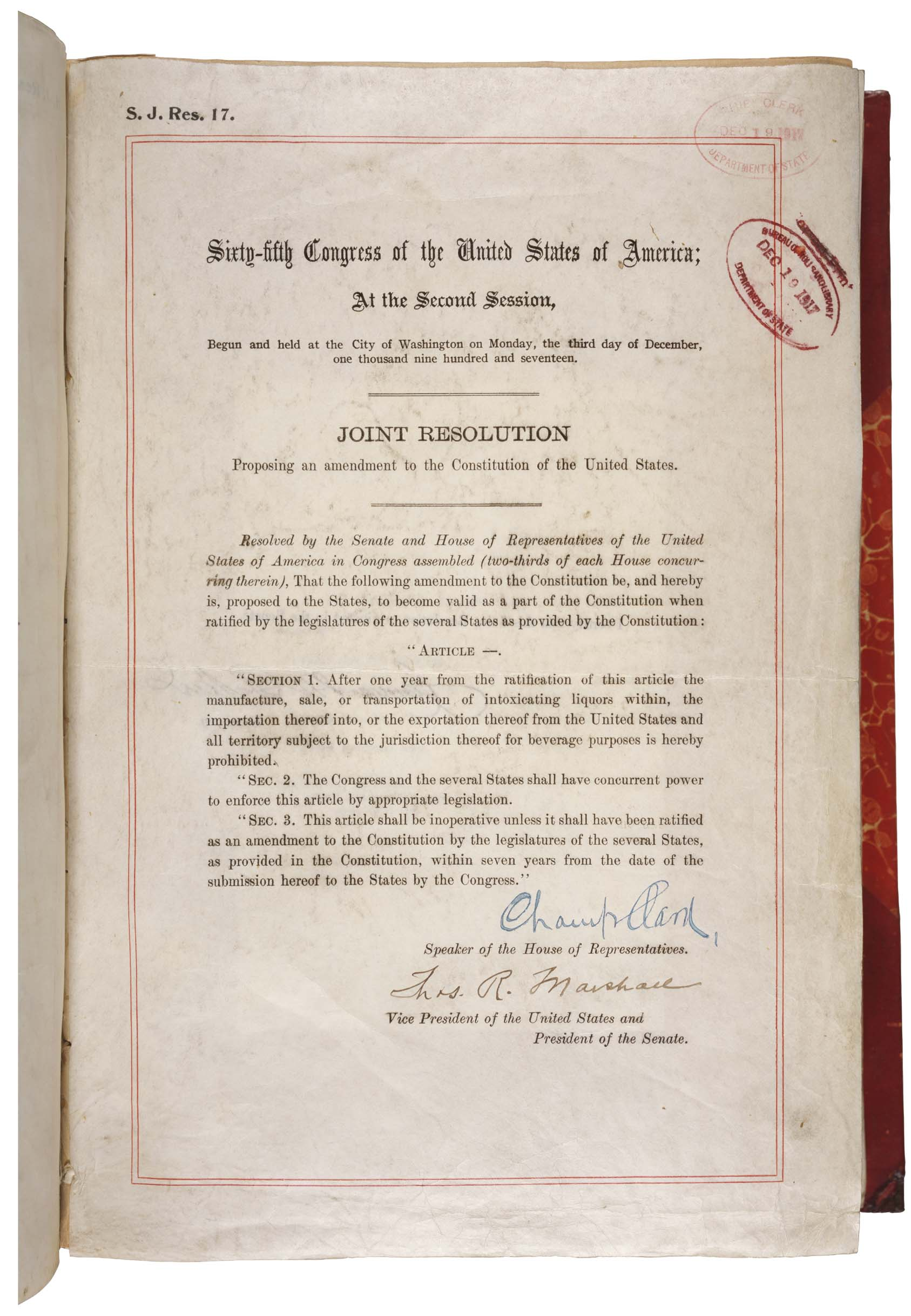
宪法第十八修正案

宪法第十八修正案和沃尔斯泰德法一起开启了美国禁酒的历史。禁酒令虽然阻止了人们在公共场合饮酒，却也滋生了私酿酒行业的兴起。由于缺乏法律的监管，私酿酒的品质低下，影响了饮酒者的身体健康；由于私酿酒利润率高昂，促使人们铤而走险参与酿酒活动，许多黑社会团体正是从酿酒、走私、贩卖酒水中获得了大量资金来源。为了方便自己的酒水销售，它们又贿赂、勾结警察和政府官员，造成腐败滋生。由于诸如此类的种种原因，禁酒运动开始受到人们的反对。富兰克林·罗斯福在1932年竞选美国总统时，曾将取消宪法第十八修正案及沃尔斯特法案作为其竞选纲领之一。1933年，美国国会批准了废除宪法第十八修正案的宪法第二十一修正案。1933年12月5日，第二十一修正案正式生效。宪法第十八修正案成为美国宪法中唯一一条被取消的修正案。

## 外部連結
- The Constitution Of The United States Of America: Analysis And Interpretation: Analysis Of Cases Decided By The Supreme Court Of The United States To June 28, 2002 （页面存档备份，存于）, United States Senate doc. no. 108–17.
- CRS Annotated Constitution: 18th Amendment （页面存档备份，存于）